# Wyścig z naleśnikiem

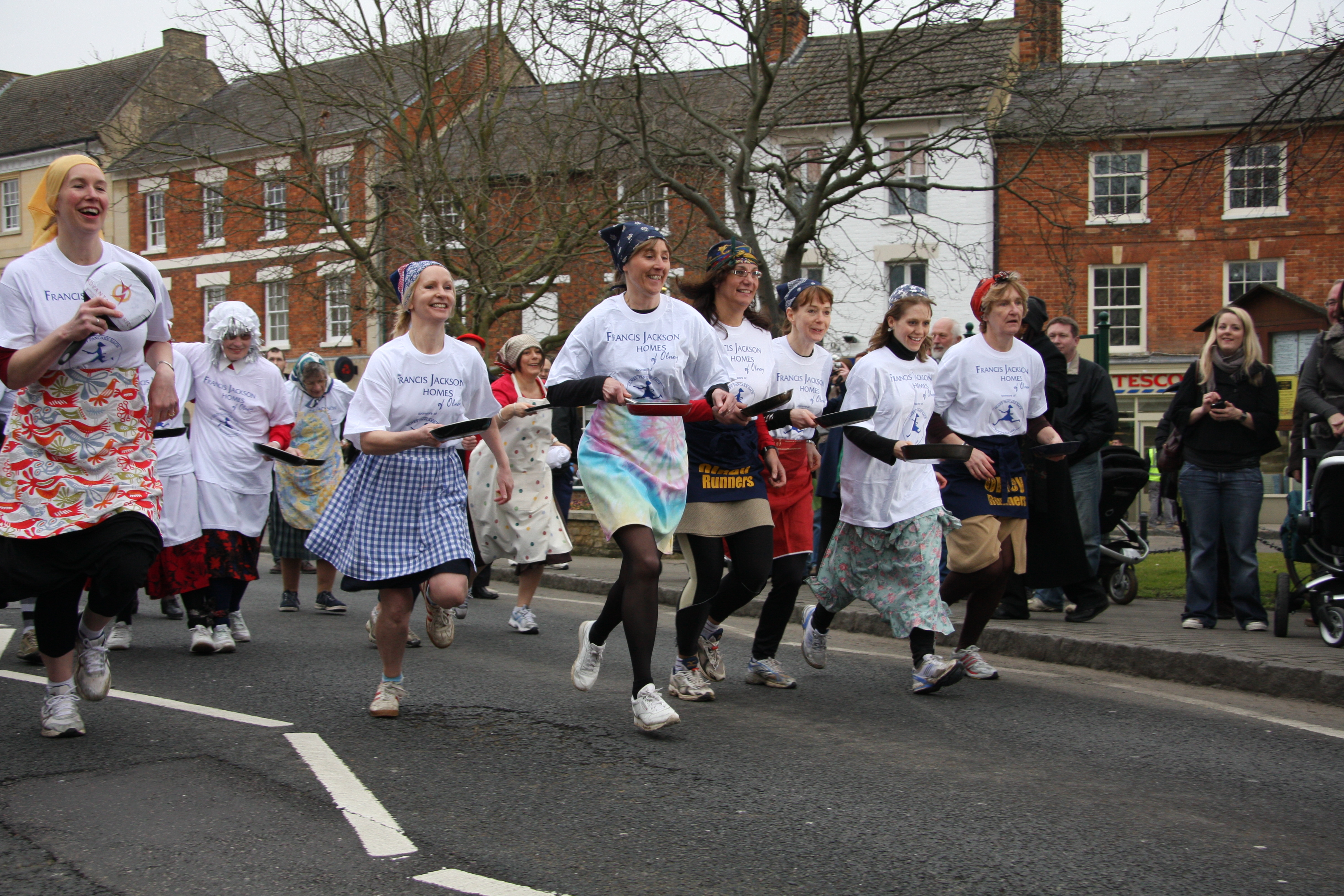
Wyścig z naleśnikiem w Olney

Wyścig z naleśnikiem (ang. Pancake Race) – tradycyjne wydarzenie, mające miejsce we wtorek przed Środą Popielcową, wywodzące się z Wielkiej Brytanii. Jest to wyścig, którego każdy uczestnik trzyma przed sobą patelnię z naleśnikiem. Tradycja tego wyścigu sięga 1445 roku, kiedy to pewna kobieta z Olney była tak zajęta smażeniem naleśników, że na dźwięk kościelnych dzwonów wybiegła z domu z patelnią z naleśnikiem w ręce, trzymając ją przez całą drogę do kościoła. Tradycyjny dystans wyścigu to 380 metrów.
Wyścigi z naleśnikiem organizowane są w całej Wielkiej Brytanii i należą do tradycji związanych z wtorkiem poprzedzającym Środę Popielcową, obchodzonych jako Dzień Naleśnika (Pancake Day, Shrove Tuesday). Wyścigi bywają organizowane także w innych krajach, w tym w Polsce.